# Cosmarium annulatum
Cosmarium annulatum  là một loài Song tinh tảo trong họ Desmidiaceae, thuộc chi Cosmarium.